# Lista över växter fridlysta i Sverige
Lista över fridlysta växter i Sverige följer Naturvårdsverkets föreskrift om ändring i artskydd, NFS 1999:7 och 1999:12 från 1999. Föreskrifterna gäller från den 1 januari 2000 och fridlysningarna gäller i hela landet. Lokala fridlysningar i enskilda län anges med länsbokstav och grundar sig på uppgifter som erhållits från länsstyrelserna december 1996.
Ytterligare restriktioner gäller arterna blåsippa (Anemone hepatica), gullviva (Primula veris) samt alla arter ur familjen lummerväxter (Lycopodiaceae), som ej får grävas eller dras upp med rötterna, ej heller plockas eller på annat sätt insamlas för försäljning eller andra kommersiella ändamål. 
Länsbeteckning står efter arten då det finns en länsspecifik fridlysning.

## A
- Adam och Eva (Dactylorhiza latifolia)
- ag (Cladium mariscus) - T
- alpklöver (Trifolium alpestre)
- alpnycklar (Orchis spitzelii)
- alvarmalört (Artemisia oelandica)
- alvarstånds (Senecio jacobaea ssp. gotlandicus)
- avarönn (Sorbus teodori)

## B
- backsippa (Pulsatilla vulgaris)
- baggsöta (Gentiana purpurea)
- bergviol (Viola collina )
- blekgentiana (Gentianella aurea)
- blockhavsdraba (Draba cacuminum )
- blåsippa (Hepatica nobilis) - AB, LM, N, O,  AC
- bohusmarrisp (Limonium humile)
- bohusranunkel (Ranunculus cymbalaria)
- bottnisk malört (Artemisia campestris ssp. bottnica)
- brudkulla (Gymnadenia runei)
- brudsporre (Gymnadenia conopsea var. conopsea)
- brunkulla (Gymnadenia nigra)
- brun ögontröst (Euphrasia salisburgensis var. schoenicola)
- brunbräken (Asplenium adulterinum)
- buskvicker (Vicia dumetorum)
- bågstarr (Carex maritima)
- bäckfräne (Rorippa microphylla)

## C
- cypresslummer (Lycopodium complanatum ssp. chamaecyparissus)

## D
- dansk iris (Iris spuria)
- drakblomma (Dracocephalum ruyschiana)
- dvärgjohannesört (Hypericum humifusum)
- dvärglåsbräken (Botrychium simplex)
- dvärgyxne (Chamorchis alpina)

## E
- engelsk fetknopp (Sedum anglicum) - N, O

## F
- fin tofsäxing (Koeleria macrantha)
- finnklint (Centaurea phrygia)
- finnros (Rosa acicularis)
- finnstarr (Carex atherodes)
- finnstjärnblomma (Stellaria fennica)
- finnögontröst (Euphrasia rostkoviana ssp. fennica)
- fjädergräs (Stipa pennata)
- fjällbrud (Saxifraga cotyledon)
- fjällkrassing (Braya linearis)
- fjällskära (Saussurea alpina) - R
- fjälltrift (Armeria maritima ssp. sibirica)
- fjällummer (Lycopodium alpinum)
- fjällvallmo (Papaver radicatum)
- fjällviva (Primula scandinavica)
- fjällyxne (Pseudorchis albida ssp. straminea)
- flikstånds (Senecio erucifolius)
- flockarun (Centaurium erythraea)
- flugblomster (Ophrys insectifera)
- flytsvalting (Luronium natans)
- fältgentiana (Gentianella campestris) - P, R
- fältnarv (Sagina ciliata)
- fältnocka (Tephroseris integrifolia)
- fältsippa (Pulsatilla pratensis) - C, D, LM, N
- fältsippa x nipsippa (Pulsatilla pratensis x patens) - I

## G
- gaffelglim (Silene dichotoma)
- gatmålla (Chenopodium murale)
- glansbräken (Asplenium adiantum-nigrum)
- glimmerört (Illecebrum verticillatum)
- gotlandsranunkel (Ranunculus ophioglossifolius)
- gotlandssippa (Pulsatilla vulgaris ssp. gotlandica)
- gotlandstrav (Arabis planisiliqua)
- gotländsk haverrot (Tragopogon crocifolius)
- gotländsk nunneört (Corydalis gotlandica)
- granspira (Pedicularis sylvatica) - W
- grenigt kungsljus (Verbascum lychnitis)
- grusnarv (Arenaria humifusa)
- grönkulla (Coeloglossum viride)
- grönvit nattviol (Platanthera chlorantha)
- guckusko (Cypripedium calceolus)
- gulkronill (Hippocrepis emerus)
- gullviva (Primula veris) - LM, N, T
- gulsippa (Anemone ranunculoides) - (D), K, (R), Y, Z
- gulyxne (Liparis loeselii)
- göknycklar (Orchis morio)

## H
- hallon, form (Rubus idaeus f. anomalus) - O
- hedblomster (Helichrysum arenarium)
- hedjohannesört (Hypericum pulchrum)
- hjorttunga (Asplenium scolopendrium)
- honungsblomster (Herminium monorchis)
- humlesuga (Stachys officinalis)
- huvudarun (Centaurium erythraea var. capitatum)
- hårginst (Genista pilosa) - LM
- hällebräcka (Saxifraga osloënsis)
- hänggräs (Arctophila fulva)
- höstlåsbräken (Botrychium multifidum)

## I
- idegran (Taxus baccata) - C, D, K, LM, N, O, P, S, T, X
- ishavshästsvans (Hippuris tetraphylla)

## J
- johannesnycklar (Orchis militaris)
- Jungfru Marie nycklar (Dactylorhiza maculata ssp. maculata)
- jämtlandsmaskros (Taraxacum crocodes)
- jättefräken (Equisetum telmateia)
- jättemöja (Ranunculus fluitans)

## K
- kalkdån (Galeopsis angustifolia)
- kal knipprot (Epipactis phyllanthes)
- kalkkrassing (Sisymbrium supinum)
- kalvnos (Misopates orontium)
- kambräken (Blechnum spicant) - K
- kamomillkulla (Anthemis cotula)
- kantlök (Allium senescens) - LM
- karlsösallat (Lactuca quercina)
- kattmynta (Nepeta cataria)
- klibbig fetknopp (Sedum villosum)
- klintsnyltrot (Orobanche elatior)
- klipplök (Allium lineare)
- klockgentiana (Gentiana pneumonanthe)
- klockljung (Erica tetralix) - T, W
- klotullört (Filago vulgaris)
- klådris (Myricaria germanica) - Y
- klöversnyltrot (Orobanche minor)
- knippnejlika (Dianthus armeria)
- knottblomster (Microstylis monophyllos)
- knärot (Goodyera repens)
- knölnate (Potamogeton trichoides)
- knölvial (Lathyrus tuberosus)
- kolstarr (Carex holostoma)
- korallrot (Corallorrhiza trifida)
- kransborre (Marrubium vulgare)
- kransrams (Polygonatum verticillatum) - N
- kritsuga (Ajuga genevensis)
- krusbräken (Cryptogramma crispa) - O
- krutbrännare (Orchis ustulata)
- krypfloka (Apium inundatum)
- kung Karls spira (Pedicularis sceptrum-carolinum) - P, R, U
- kustarun (Centaurium littorale) - R
- kustgullpudra (Chrysosplenium oppositifolium)
- kustruta (Thalictrum minus) - O
- kärrknipprot (Epipactis palustris)
- kärrnocka (Tephroseris palustris)
- kärrnycklar (Orchis palustris)
- kärrnäva (Geranium palustre)

## L
- laestadiusvallmo (Papaver laestadianum)
- lappfela (Platanthera obtustata ssp. oligantha)
- lappnycklar (Dactylorhiza lapponica)
- lappranunkel (Ranunculus lapponicus)
- lappvallmo (Papaver radicatum ssp. hyperboreum)
- lappviol (Viola rupestris ssp. relicta)
- liljekonvalj (Convallaria majalis) - (AB), (D), (E), (F), (G), (H), N
- liten sandlilja (Anthericum ramosum) - LM
- lopplummer (Huperzia selago) - K
- luddvedel (Oxytropis pilosa)
- luddvårlök (Gagea villosa)
- luktsporre (Gymnadenia odoratissima)
- lummerväxter (Lycopodiaceae), alla arter - K
- lundviva (Primula elatior) - LM

## M
- majnycklar (Dactylorhiza majalis)
- majviva (Primula farinosa) - U
- marrisp (Limonium vulgare)
- martorn (Eryngium maritimum)
- mattlummer (Lycopodium clavatum)
- mistel (Viscum album)
- mjältbräken (Asplenium ceterach)
- mosippa (Pulsatilla vernalis)
- mossnycklar (Dactylorhiza sphagnicola)
- murgröna (Hedera helix) - AB, D, F, G, R
- murgrönsmöja (Ranunculus hederaceus)
- murgrönssnyltrot (Orobanche hederae)
- myggblomster (Hammarbya paludosa)
- myrbräcka (Saxifraga hirculus)
- myrlilja (Narthecium ossifragum) - K
- mångfingerört (Potentilla multifida)

## N
- nattviol (Platanthera bifolia ssp. bifolia)
- nipsippa (Pulsatilla patens)
- nipsippa x fältsippa (Pulsatilla patens x pratensis) - I
- nordnäckros (Nymphaea alba ssp. candida)
- norna (Calypso bulbosa)- T
- norskoxel (Sorbus norvegica)
- nålginst (Genista anglica)
- nålkörvel (Scandix pecten-veneris)
- näbbtrampört (Polygonum oxyspermum)
- nästrot (Neottia nidus-avis)

## O
- ostronört (Mertensia maritima)

## P
- parksmörblomma (Ranunculus acris ssp. friesianus)
- piploka (Pleurospermum austriacum)
- pipstäkra (Oenanthe fistulosa)
- plattlummer (Lycopodium complanatum) - K
- polarblära (Silene furcata)
- polarsmörblomma (Ranunculus sulphureus)
- polarstjärnblomma (Stellaria longipes)
- portlakmålla (Halimione portulacoides)
- praktbrunört (Prunella grandiflora) - R
- praktnejlika (Dianthus superbus)
- praktsporre (Gymnadenia conopsea var. densiflora)
- puktörne (Ononis spinosa ssp. maritima) - R
- purpurknipprot (Epipactis atrorubens)

## R
- raggarv (Cerastium brachypetalum)
- raggdraba (Draba subcapitata)
- raggfingerört (Potentilla robbinsiana)
- ramslök (Allium ursinum) - K
- revlummer (Lycopodium annotinum)
- revsvalting (Baldellia repens)
- rosenlök (Allium carinatum)
- rosenrot (Rhodiola rosea) - O
- rutlåsbräken (Botrychium matricariifolium)
- rysk drakblomma (Dracocephalum thymiflorum)
- ryssbräken (Diplazium sibiricum)
- ryssnarv (Moehringia lateriflora)
- röd näckros (Nymphaea alba f. rosea) - T
- röd skogslilja (Cephalanthera rubra)
- röllikesnyltrot (Orobanche purpurea)

## S
- safsa (Osmunda regalis) - F, G, O, X
- salepsrot (Anacamptis pyramidalis)
- saltstarr (Carex vacillans) - O
- sandlusern (Medicago minima)
- sandmålla (Atriplex laciniata)
- sandnejlika (Dianthus arenarius)
- sandnörel (Minuartia viscosa)
- sandvedel (Astragalus arenarius)
- Sankt Pers nycklar (Orchis mascula)
- silverviol (Viola alba)
- sjönajas (Najas flexilis)
- skogsfru (Epipogium aphyllum)
- skogsklocka (Campanula cervicaria) - Z
- skogsknipprot (Epipactis helleborine)
- skogsnattviol (Platanthera bifolia ssp. latiflora)
- skogsnycklar (Dactylorhiza maculata ssp. fuchsii)
- skogsrör (Calamagrostis chalybaea)
- skruvax (Spiranthes spiralis)
- skuggbräken (Polystichum braunii)
- skäggklocka (Campanula barbata) - Z
- smalbladig lungört (Pulmonaria angustifolia)
- smalstäkra (Oenanthe lachenalii)
- smultronfingerört (Potentilla sterilis)
- småfrossört (Scutellaria minor)
- småsvalting (Alisma wahlenbergii)
- smällvedel (Astragalus penduliflorus)
- smörboll (Trollius europaeus) - D, (F), (G), H, K, M, (O), T, U
- snyltrötter (Orobanche), samtliga arter - M
- snöfryle (Luzula arctica)
- spetsfingerört (Potentilla bifurca)
- spetsnate (Potamogeton acutifolius)
- spindelblomster (Listera cordata)
- spjutsporre (Kickxia elatine)
- stinkmålla (Chenopodium vulvaria)
- storfryle (Luzula sylvatica)
- stor haverrot (Tragopogon dubius)
- stor låsbräken (Botrychium virginianum)
- stor sandlilja (Anthericum liliago)
- stor skogslilja (Cephalanthera damasonium)
- stor tofsäxing (Koeleria grandis)
- storviol (Viola elatior)
- stor ögontröst (Euphrasia rostkoviana ssp. rostkoviana)
- strandbeta (Beta vulgaris ssp. maritima) - O
- strandbräsma (Cardamine parviflora)
- strandkål (Crambe maritima) - I, K
- strandlummer (Lycopodiella inundata)
- strandmalört (Seriphidium maritimum) - O
- strandstarr (Carex paleacea) - O
- strandsötväppling (Melilotus dentatus)
- strandvallmo (Glaucium flavum)
- strandvedel (Astragalus danicus)
- strandviva (Primula nutans)
- strimfibbla (Leontodon saxatilis)
- strutbräken (Matteuccia struthiopteris) - K
- styvnate (Potamogeton rutilus)
- sumpgentiana (Gentianella uliginosa) - (O)
- sumpnycklar (Dactylorhiza traunsteineri)
- svarttåg (Juncus anceps)
- svensk ögontröst (Euphrasia stricta var. suecica)
- svärdkrissla (Inula ensifolia) - I
- svärdslilja (Iris pseudacorus) - Y
- sydmaskros (Taraxacum austrinum)
- såpört (Gypsophila fastigiata) - W
- sätergentiana (Gentianella campestris var. islandica)
- sötgräs (Cinna latifolia)

## T
- tibast (Daphne mezereum) - D, (R), S, T
- timjansnyltrot (Orobanche alba)
- tistelsnyltrot (Orobanche reticulata)
- topplåsbräken (Botrychium lanceolatum)
- tovsippa (Anemone sylvestris) - H
- tuvbräcka (Saxifraga cespitosa) - Y
- tvåblad (Listera ovata)
- tysk ginst (Genista germanica)

## U
- uddbräken (Polystichum aculeatum)

## V
- vaxnycklar (Dactylorhiza incarnata ssp. ochroleuca)
- venhavre (Trisetum subalpestre)
- violer (Viola), samtliga arter - O (Vinga, Styrsö s:n)
- vit näckros (Nymphaea alba) - T
- vit skogslilja (Cephalanthera longifolia)
- vityxne (Pseudorchis albida ssp. albida)
- våradonis (Adonis vernalis)
- vårvial (Lathyrus sphaericus)
- västkustarv (Cerastium diffusum) - O
- västkustros (Rosa elliptica)

## Å
- åkerros (Rosa agrestis)

## Ä
- ängsgentiana (Gentianella amarella) - R
- ängskorn (Hordeum secalinum)
- ängslosta (Bromus racemosus)
- ängsnycklar (Dactylorhiza incarnata ssp. incarnata)
- ängssalvia (Salvia pratensis)
- ängssilja (Silaum silaus)
- ängsskära (Serratula tinctoria) - R
- ärtvicker (Vicia pisiformis)
- ävjepilört (Persicaria foliosa)

## Ö
- ölandskungsljus (Verbascum densiflorum)